# 安致臣
安致 臣（あち の おみ）は、5世紀後半（古墳時代中期）の筑紫国の豪族。

## 概要
『日本書紀』によれば、雄略天皇23年（479年）に馬飼臣と共に高句麗を討ったという。
この記事は短く孤立的な記事であるため、作為性は少なく、ほぼ事実を伝えている可能性が高く、馬飼臣が従軍していることから、この出兵は騎馬戦を想定した騎兵を主体とした人選であったと考える説がある。
筑紫の安致氏は、倭滝知造（奄智造、天津彦根命の末裔）、あるいは奄智蘊連（宇摩志麻遅命の9世孫・竺志連公の後裔）の同族で、筑紫安致臣や馬飼臣は、筑紫馬飼として編成されていたと見る説がある。